# Charneca em Flor
Charneca em Flor (Brezal en flor) es un libro de poemas de Florbela Espanca, que fue publicado tras su muerte en 1931 por Livraria Gonçalves de Coímbra. Las dos primeras ediciones fueron organizadas por Guido Batelli, profesor visitante de italiano en la Universidad de Coímbra, con quien Espanca mantuvo correspondencia durante los últimos meses de su vida.
La primera edición del libro está compuesta por cincuenta y seis sonetos, mientras que la segunda, del mismo año, es más amplia y contiene otras veintiocho piezas. Por carta fechada el 15 de mayo de 1927 y dirigida a José Emídio Amaro, director del diario D. Nuno de Vila Viçosa, sabemos que la antología estaba terminada en ese momento. Formarían parte de la colección algunos de los poemas de Florbela impresos en el periódico con el que colaboraba. Sin embargo, la escritora no encontró un editor para su trabajo.
Cuando en julio de 1930 Guido Batelli le ofreció su ayuda, Espanca tenía mucha prisa por ver publicado el libro. Sin embargo, logró revisar solo las pruebas tipográficas, ya que se suicidó en diciembre de ese mismo año.
Finalmente, en los primeros días de enero, aproximadamente un mes después de la muerte de la autora, Charneca em Flor vio la luz. Posiblemente, sería para Espanca un libro de recuerdos, en el que la poetisa registraría los mejores recuerdos de su vida. Es, sin duda, el libro en el que Espanca mejor consigue condensar sus vivencias, trasmitiéndolas a la poesía como nunca antes lo había hecho. Es en este libro Charneca em Flor donde mejor se define y queda plasmada su alta sensibilidad. Está pues considerado como su libro más sincero y es en él donde Espanca retrata la etapa más difícil y personal de su vida como poeta, rindiendo homenaje a su tierra natal.
Según Antero de Figueiredo, «el libro Charneca em Flor quedará como uno de los testimonios literarios más bellos del corazón portugués de ayer, hoy, de todos los tiempos» (Revista Alentejana). «Intensa, insatisfecha, amarga, exaltada, sensual y mística» (João Gaspar Simões, Historia de la poesía portuguesa del siglo XX) al mismo tiempo, Florbela hizo todo lo posible, para distanciarse de los demás poetas. En definitiva, Florbela contribuye en Charneca em Flor a la emancipación literaria de la mujer y se atreve a llevar aún más lejos el erotismo femenino, como se muestra en «Volúpia». Por todo ello, da vida a sonetos tan raros como «Charneca en flor», «Otoño», «Ser Poeta» y «Amar! »."

## Charneca en flor - La eterna agnóstica
En el primer soneto de este libro hay una introducción y una nueva caracterización de la autora, un renacimiento de la persona. En el soneto "Charneca em Flor", este nuevo nacimiento se produce a través de los elementos de la naturaleza siendo además, muy explícito: "Bajo el brezo quemado nacen las rosas (…) Tengo mi sudario, mi burel, Y ya no soy, Amor, Soror Saudade … (…) Yo soy el brezal áspero que se abre en flor ”.
Hay un indicio de que este libro sería diferente a los demás, ya que en el soneto antes mencionado también dice que "En mis ojos se borran las lágrimas", dando la impresión de que su sufrimiento terminará, y que este será un libro más apasionado y menos doloroso.

## Curiosidades
Este libro incluye el soneto "Ser poeta" que fue inmortalizado por el grupo musical portugués Trovante. La canción "Perdidamente", con música de João Gil, es parte del álbum Terra Firme, lanzado en 1987.